# G. David Schine in Hell
G. David Schine in Hell è un atto unico scritto da Tony Kushner. È stato pubblicato inizialmente nel New York Times Magazine nel 1996 con il titolo A Backstage Pass to Hell. Nel 2000 è stato pubblicato all'interno dell'antologia di Kushner intitolata Death and Taxes: Hydriotaphia and Other Plays da parte del Theatre Communications Group.

## Trama
L'opera è incentrata su G. David Schine che arriva nell'Inferno, descritto come assomigliante a un "cena-teatro a Orange County California", e si ritrova con Roy Cohn, Richard Nixon, Whittaker Chambers e J. Edgar Hoover. Molti dei personaggi sono vestiti come delle drag queen: Hoover, per esempio, indossa un "abito nero di Chanel, calze e tacchi a spillo" mentre Nixon lamenta la "confusione di genere" dilagante nell'inferno.

## Origini
Nell'introduzione a Death and Taxes, Kushner scrive che G. David Schine in Hell è stato scritto "come raccolta di fine anno di noti americani deceduti" (Schine è morto nel giugno 1996) e che la politica del New York Times ha richiesto che venissero rimosse "molte delle volgarità [presenti] nel pezzo". Sebbene non sia attribuito, l'opera può essere stata ispirata in parte da un fumetto apparso sul National Lampoon intitolato "Roy Cohn in Hell" in cui viene raffigurato Cohn raggiungere all'inferno Hoover e il senatore Joseph McCarthy.
A causa della presenza di Roy Cohn come personaggio, della caratteristica "mescolanza tra storia, fantasia e umorismo scandaloso" e della "rappresentazione delle tradizionali battaglie tra gli schieramenti politici conservatori e liberali del ventesimo secolo", l'opera è nota per assomigliare al successo di Kushner Angels in America - Fantasia gay su temi nazionali del 1993.